# Religiösa byggnader i Göteborgs kommun
Detta är en lista över religiösa byggnader i Göteborgs kommun efter samfundstillhörighet.

## KyrkoriSvenska kyrkan
| - Allhelgonakyrkan - Angereds kyrka - Annedalskyrkan - Askims kyrka - Asperö kyrka - Backa kyrka - Bergsjöns kyrka - Bergums kyrka - Billdals kyrka - Björkekärrs kyrka - Björlanda kyrka - Brunnsbokyrkan - Brämaregårdens kyrka - Brännö kyrka - Buråskyrkan - Bäckebols kyrksal - Carl Johans kyrka - Christinæ kyrka - Göteborgs domkyrka - Donsö kyrka - Furåsens kyrka - Glöstorpskyrkan - Grevegårdens kyrka - Guldhedskyrkan - Gunnareds kyrka - Hagakyrkan - Hammarkullens kyrka - Hjällbo kyrka - Härlanda kyrka - Högsbo kyrka - Johannebergskyrkan - Kaverös kyrka - Kungsladugårds kyrka - Kärra kyrka - Landala kapell | - Lundby gamla kyrka - Lundby nya kyrka - Länsmansgårdens kyrka - Lövgärdets kyrka - Mariakyrkan - Mariakyrkan i Hammarkullen - Masthuggskyrkan - Mikaelskyrkan - Nylöse kyrka - Näsets kyrka - Oscar Fredriks kyrka - Pater Nosterkyrkan - Rödbo kyrka - S:t Johanneskyrkan - S:t Pauli kyrka - S:ta Birgittas kapell - Sjömanskyrkan i Göteborg - Skårs kyrka - Styrsö kyrka - Säve kyrka - Södra Biskopsgårdens kyrka - Toleredskyrkan - Torslanda kyrka - Tuve kyrka - Tynnereds kyrka - Utby kyrka - Vasakyrkan - Vrångö kyrka - Västra Frölunda kyrka - Älvsborgs kyrka - Örgryte gamla kyrka - Örgryte nya kyrka - Fridhems kapell, (begravningskapell) - S:t Markus och S:t Lukas kapell, (begravningskapell) - S:t Olofs och S:t Sigfrids kapell, (krematorium) - Östra kapellet, (begravningskapell) |

## Frikyrkor
- Adventkyrkan - Adventistsamfundet
- Allianskyrkan Hjällbo - Svenska Alliansmissionen
- Backadalskyrkan - Svenska Alliansmissionen
- Bergums missionskyrka - Equmeniakyrkan
- Betelförsamlingen Vrångö - Pingströrelsen
- Betelkyrkan - Evangeliska frikyrkan
- Betlehemskyrkan - Equmeniakyrkan
- Björkhöjdskyrkan, Västra Frölunda - Evangeliska frikyrkan
- Connect Church - Pingströrelsen
- Donsö missionskyrka - Equmeniakyrkan
- Eriksbo, Angered - Evangeliska frikyrkan
- Finska Pingstförsamlingen, Redbergsvägen - Pingströrelsen
- Fiskebäckskyrkan - Svenska Alliansmissionen
- Fiskebäcks Missionskyrka - Equmeniakyrkan
- Flatåskyrkan - Equmeniakyrkan
- Frälsningsarmén Göteborg Östra kåren - Frälsningsarmén
- Frälsningsarmén Haga Mölndal - Frälsningsarmén
- Frälsningsarmén Hisingskåren - Frälsningsarmén
- Gilead - Pingströrelsen
- Johannebergs equmeniakyrka - Equmeniakyrkan
- Kortedala och Bergsjön: Göteborgs internationella baptistkyrka
- Kortedalakyrkan - Equmeniakyrkan
- Linnéakyrkan - Kristen vård och kontaktverksamhet
- Livets ords kyrka - Trosrörelsen
- Lutherska Missionskyrkan - Evangeliska Fosterlandsstiftelsen
- Lyktan, Tuve - Evangeliska frikyrkan
- Lövgärdets Missionskyrka - Equmeniakyrkan
- Majornas missionskyrka - Equmeniakyrkan
- Mariakyrkan i Hammarkullen - Equmeniakyrkan och Svenska kyrkan
- Matteuskyrkan Majorna - Evangeliska Frikyrkan, Evangeliska Fosterlandsstiftelsen, Svenska kyrkan
- Mötesplatsen Angered - Evangeliska Frikyrkan
- New Life Göteborg - Evangeliska frikyrkan
- Nyapostoliska kyrkan, Backa - Nyapostoliska kyrkan
- Opalkyrkan, Tynnered - Svenska Alliansmissionen
- Pingstkyrkan Elim på Styrsö - Pingströrelsen
- Pingstkyrkan i Billdal - Pingströrelsen
- Pingstkyrkan Västra Frölunda - Pingströrelsen
- Rambergskyrkan - Equmeniakyrkan
- Redbergskyrkan - Equmeniakyrkan
- Sankt Jakobs kyrka - Equmeniakyrkan
- Sankt Matteus kyrka Hisingen - Pingströrelsen (tidigare Metodistkyrkan/Equmeniakyrkan)
- Saronkyrkan - Evangeliska frikyrkan
- Smyrnakyrkan - Pingströrelsen
- Smyrnakyrkan Gårdsten - Pingströrelsen
- Styrsö missionskyrka - Equmeniakyrkan
- Tabernaklet på Götabergsgatan, hem åt Göteborgs baptistförsamling och Göteborg Vineyard (Tabernaklet är Göteborgs äldsta frikyrkolokal.)
- Tabernaklet, Storgatan - Vineyard
- Templet - Frälsningsarmén
- Vrångö missionskyrka - Equmeniakyrkan
- Åkeredskyrkan - Svenska Alliansmissionen

## Öst-ochorientaliskt ortodoxa kyrkor

### Serbisk-ortodoxa kyrkan
- Vårfrukyrkan

### Makedoniska ortodoxa kyrkan
- Makedonsk ortodoxa kyrkan, Bergsjön - Makedoniska Ortodoxa Kyrkliga Församlingen

### Koptisk-ortodoxa kyrkan i Sverige
- Sankt Guirguis kyrka, Agnesberg

### Syrisk-ortodoxa ärkestiftet i Skandinavien
- Sankt Gabriels Syrisk Ortodoxa Kyrka, Västra Frölunda
- S:t Johannes Apostelns Syrisk Ortodoxa Kyrka i Hjällbo
- Sankt Malkekyrkan, Bergsjön

## Katolska kyrkorochkapell

### Kristus Konungens katolska församling
- Kristus konungens kyrka
- Johannesgårdens kapell
- Sankt Josefs Arbetarens kapell
- Alla själars kapell - Franciskushjälpen

### Sankt Paulus av Korsets församling Angered
- Sankt Paulus av Korsets kyrka

### Sankta Maria Magdalena församling Hisingen
- Sankta Maria Magdalena kyrka

## Anglikanska kyrkor
- St. Andrew's Church

## Moskéer
- Bellevuemoskén
- Göteborgs moské
- Nasirmoskén

## Synagogor
- Göteborgs synagoga